# Microtus miurus
Campagnol chanteur
Pour les articles homonymes, voir Campagnol.
Espèce
Statut de conservation UICN

 LC  : Préoccupation mineure
Le Campagnol chanteur (Microtus miurus), est une espèce de rongeurs de la famille des Cricétidés vivant en Amérique du Nord.

## Répartition et habitat
On le trouve au Canada et aux États-Unis.

Carte de répartition